# 黒石市立追子野木小学校
黒石市立追子野木小学校（くろいししりつ おこのきしょうがっこう）はかつて青森県黒石市追子野木3丁目に存在した公立小学校。2019年（令和元年）5月1日時点（閉校時点）の児童数は192名であった。

## 概要
- 本校は、黒石市南西部で田舎館村との境界に近い追子野木地区にあった。

## 沿革
- 1937年（昭和12年）3月26日 - 尾上町大字追子野木字前田71番地に、追子野木尋常小学校として開校。
- 1938年（昭和13年）4月1日 - 高等科を併置し、追子野木高等尋常小学校に改称。
- 1941年（昭和16年）4月1日 - 国民学校令により、追子野木国民学校に改称。
- 1947年（昭和22年）4月1日 - 新学制制度発足により、尾上町立追子野木小学校改称。同日から追子野木中学校を併置し、高等科生を中学校に移籍。
- 1950年（昭和25年）
  - 4月25日 - 尾上町大字追子野木字川原田102番1号に黒石中学校校舎新築し、追子野木中学校は併合移転。
  - 日付不明 - 職員室を応接室に移し、職員室を図書室にする。
- 1954年（昭和29年）
  - 9月 - 台風15号(伊勢湾台風)により、本校に大きな被害が出た。
  - 10月 - 校舎補強工事。
- 1955年（昭和30年）
  - 4月 - 体操場に仮教室4教室、物置を職員室とし、2部授業実施。
  - 5月 - 校舎解体工事。
  - 7月 - 改築地鎮祭、上棟式。
  - 8月30日 - 校舎新築竣工。
- 1956年（昭和31年）10月1日 - 追子野木地区が黒石市に編入されたことにより、黒石市立追子野木小学校に改称。
- 1957年（昭和32年）
  - 4月 - 水道設備設置。
  - 11月 - 増築校舎引き渡し完了。創立20周年記念式典挙行。
- 1961年（昭和36年）4月 - 学校田を埋め、校庭拡張整備完了。
- 1962年（昭和37年）5月 - 校庭整地完了。
- 1964年（昭和39年）
  - 1月 - 給食室設備を設置。
  - 2月 - 給食室完備祝賀会を挙行し、完全給食開始。
  - 8月 - 皇太子夫妻（現ː上皇明仁・上皇后美智子）来校。
  - 8月x日 - 全校舎屋根塗装完了。
- 1967年（昭和42年）4月 - 創立30周年記念式典挙行。校旗・放送機一式などの寄贈を受けた。
- 1970年（昭和45年）7月 - プール完工し、祝賀会開催。
- 1976年（昭和51年）
  - 9月x日 - 旧校舎解体工事。
  - 9月x日 - 体育館新築工事着工。
  - 10月 - 体育館新築工事の地鎮祭。
- 1983年（昭和58年）3月 - 体育館完成。落成記念式典挙行。
- 1985年（昭和60年）4月 - 給食調理室改築工事。
- 1987年（昭和62年）5月 - 創立50周年記念式典挙行し、祝賀会を行った。
- 1999年（平成11年）10月 - 新校舎が完成し、落成記念式典挙行[1]。
- 2019年（令和元年）11月9日 - 閉校記念式典が本校体育館で挙行[2]。
- 2020年（令和2年）3月31日 - 黒石東小学校に統合され、閉校[3]。

## 学区
- 追子野木1丁目～3丁目
- ちとせ1丁目～3丁目

## 周辺
- 追子野木簡易郵便局
- 旧青森県道13号大鰐浪岡線
- 青森県道268号弘前田舎館黒石線
- 国道102号黒石バイパス
- なお、近くではないが、やや離れたところに道の駅いなかだてや田んぼアート（第2会場）がある。

## アクセス
- 弘南バス
  - 黒石市回遊バスぷらっと号「追子野木小学校前」バス停から、徒歩約120m・約2分。
  - 一般路線バス「追子の木」[4]バス停から、徒歩約250m・約4分。
- 弘南鉄道弘南線
  - 田舎館駅から、約1.5km、徒歩約23分・車で約数分。
  - 田んぼアート駅（冬季を除く日中のみ）から、徒歩で約1.75km・約30分。
  - 黒石駅から、徒歩で約1.8km・約27分、車で約2km・約4分。
- 黒石市役所から、徒歩で約1.4km・約21分、車で約1.6km・約3分。

## 参考資料
- 『青森県教育史 別巻』（青森県教育委員会・1973年12月20日発行）730頁「学校沿革 小学校 追子野木小学校」
- 『追子野木小学校50年のあゆみ』（追子野木小学校・1988年3月26日発行）9～52頁の上部にある年表